# باتوته
باتوته (به انگلیسی: Batote) یک منطقهٔ مسکونی در هند است که در بخش رامبن واقع شده‌است. باتوته ۴٬۳۱۵ نفر جمعیت دارد و ۱٬۵۵۵ متر بالاتر از سطح دریا واقع شده‌است.